# Crainic
Un crainic, numit și clopotar, (în engleză town crier, bellman) este un funcționar⁠(d) al unei curți regale sau al unei autorități publice⁠(d) care face declarații publice, după cum este necesar.

## Îndatoriri și funcții
Crainicul era folosit pentru a face anunțuri publice pe străzi. Potrivit unei tradiții care datează din secolul al XVIII-lea, crainicii se îmbrăcau adesea în mod elaborat, cu o haină roșie și aurie, pantaloni albi, cizme negre și o pălărie tricorn⁠(d).
În țările anglofone, ei purtau un clopoțel⁠(d) pentru a atrage atenția oamenilor, strigând cuvintele „Oyez⁠(d), Oyez, Oyez!” înainte de a face anunțuri. Cuvântul „Oyez” înseamnă „auziți”, ceea ce reprezintă un apel la tăcere și atenție. Oyez derivă din cuvântul anglo-normand pentru listen, a asculta (franceză modernă, oyez, infinitiv, ouïr, dar a fost în mare parte înlocuit de verbul écouter). Cartea proclamărilor din Chester de la începutul secolului al XIX-lea consemnează acest lucru ca „O Yes, O Yes!”.

## Istorie

### Europa
Înainte de răspândirea alfabetizării, crainicii erau mijlocul de comunicare cu locuitorii orașului, deoarece mulți oameni nu știau să citească sau să scrie. Proclamațiile, regulamentele locale, zilele de piață, anunțurile, toate erau proclamate de un clopotar sau de un crainic.
În Roma antică, ei proclamau de obicei afaceri publice în timpul zilelor de piață⁠(d) care formau un fel de weekend la fiecare opt zile.
În Goslar, Germania, un crainic a fost angajat pentru a reaminti populației locale să nu urineze sau să defecheze în râu cu o zi înainte ca apa să fie extrasă pentru fabricarea berii.
Clopotele erau frecvent folosite pentru a atrage atenția, dar nu întotdeauna - în Țările de Jos, gongul era instrumentul preferat de mulți, iar în Franța se folosea o tobă sau un corn de vânătoare⁠(d).
În timpul sărbătorii Allhallowtide⁠(d), „era obiceiul ca crainicii îmbrăcați în negru să defileze pe străzi, să tragă un clopot cu sunet de doliu și să cheme toți bunii creștini să își amintească de sufletele⁠(d) sărace”.

#### Marea Britanie
Pentru a atrage atenția mulțimii, crainicul striga: „Ascultați” – „ Oyez⁠(d) ”.

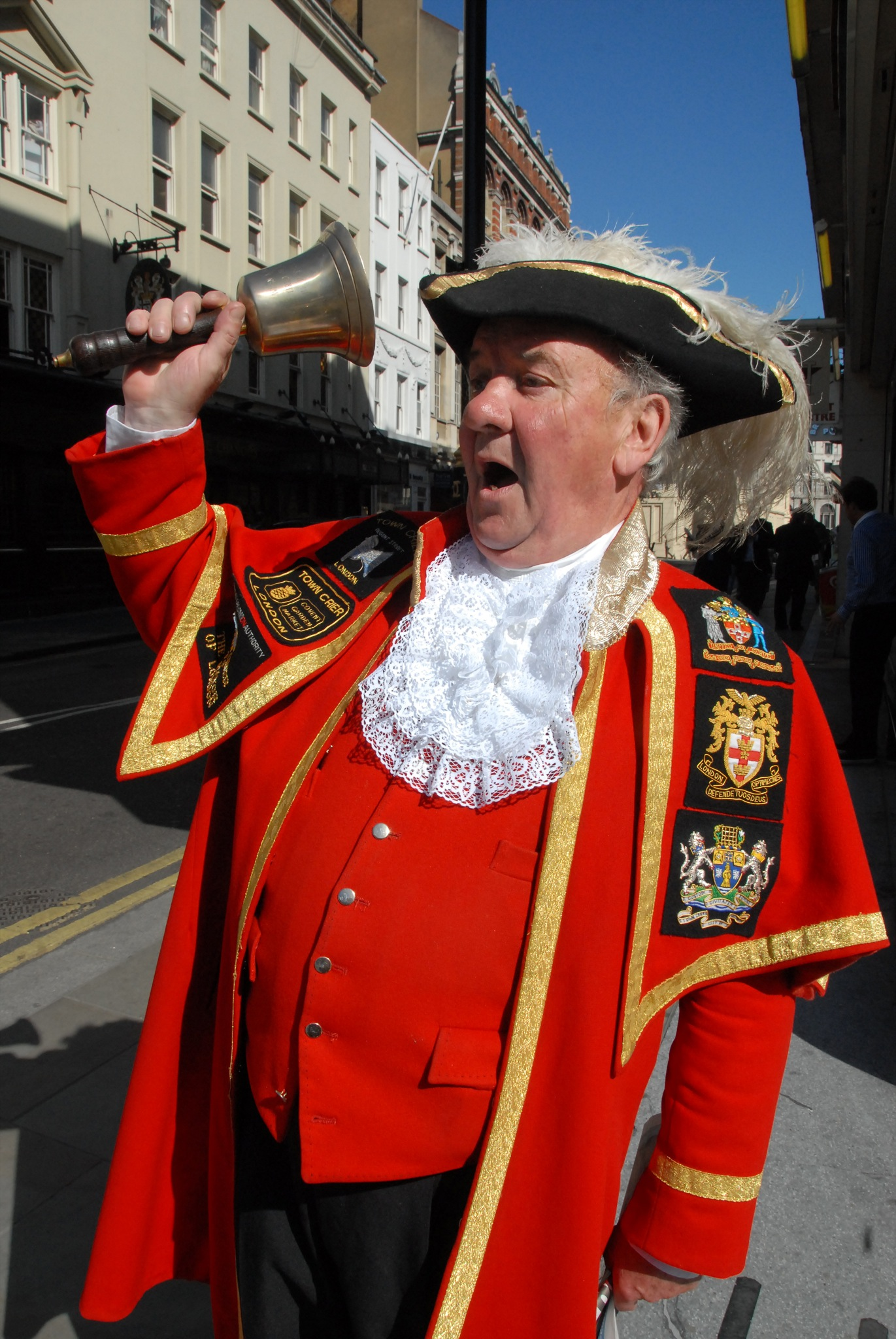
, crainicul primarului Londrei și al Greater London Authority.

În Anglia medievală⁠(d), crainicii erau principalul mijloc de comunicare a știrilor cu locuitorii orașului, deoarece mulți erau analfabeți într-o perioadă înainte de inventarea tiparului mobil⁠(d). Proclamațiile regale, regulamentele locale, zilele de piață, reclamele, chiar și vânzarea bucăților de zahăr⁠(d) erau toate proclamate de un clopotar sau crainic de-a lungul secolelor - de Crăciunul din 1798, Chester Canal Company⁠(d) a vândut niște zahăr deteriorat în pachebotul⁠(d) lor și acest lucru trebuia să fie anunțat de clopotar.
Crainicul escorta, de asemenea, pe cei nevoiași la azilul de săraci⁠(d), instala infractorii minori în stâlpii infamiei⁠(d) și administra bătăi. În timpul spânzurărilor publice, el citea de ce persoana era spânzurată și ajuta la coborârea acesteia.
În registrele Chester din 1540 sunt incluse taxele datorate clopotarului:
„De la fiecare domn respectabil care poartă robe la înmormântare ... o robă [la înmormântări, robe ar fi date celor care jelesc]. Când dă sau pierde ceva ... un ban [un penny]. Pentru fiecare încărcătură de barcă cu pește sărat ... un pește, pentru fiecare încărcătură de barcă cu pește proaspăt pe care o aduce ... un ban [un penny].”
În 1620, a avut loc o luptă la crucea din Chester între măcelari și brutari, unde „Crainicul și-a rupt buzduganul în bucăți printre ei”. În 1607, un anunț public citit de George Tunnall, clopotarul, interzicea aruncarea gunoiului în râu.
În 1715, un localnic a consemnat că:
„Clopotarul la Cruce ... Citește public o proclamație în numele Primarului, cerând tuturor persoanelor din oraș să se comporte pașnic și civilizat, să nu umble pe străzi sau pe alei la ore nepotrivite ale nopții.”
Sezonul de pescuit la somon a fost, de asemenea, închis de clopotar.
Termenul „Afișarea unui anunț” provine din actul crainicului, care, după ce își citea mesajul către locuitori, îl atașa de stâlpul ușii hanului local. Unele ziare au luat numele „The Post” din acest motiv.
Crainicii erau protejați de lege, deoarece uneori aduceau vești proaste, cum ar fi creșterea taxelor. Orice acțiune a crainicului era făcută în numele monarhului conducător, iar vătămarea unui crainic era considerată trădare. Expresia „nu împușcați mesagerul⁠(d)” era un ordin real.
Există două organizații care reprezintă crainicii, inclusiv Ancient and Honourable Guild of Town Criers și Loyal Company of Town Criers.
O copie a unei proclamații regale care anunță dizolvarea Parlamentului Regatului Unit⁠(d) este livrată manual de la Biroul Consiliului Privat⁠(d) la Mansion House⁠(d) în City of London. Apoi este citită de către crainicul comun al orașului pe treptele Royal Exchange⁠(d) în inima orașului, după ce i-a fost înmânată de către sergentul comun al orașului, înainte ca proclamația să fie citită și în cartierele londoneze.
Beetty Dick⁠(d) (1693-1773) a fost o crainică în Dalkeith, Midlothian, Scoția, la mijlocul secolului al XVIII-lea, urmată de alte trei femei crainici.

### America de Nord
Au existat crainici în America de Nord încă de când europenii au început să vină pe continent, iar popoarele indigene, inclusiv Nakota și Comanșii, au avut eyapaha (crainicul satului). Există înregistrări din secolul al XVI-lea despre crainici în Mexic, Peru și Panama. În anii 1830 și 1840, Halifax, Noua Scoție, avea până la patru crainici în oraș. În toate coloniile americane și dincolo de acestea, cum ar fi Santa Fe, New Mexico; Boston, Massachusetts și Stamford, Connecticut, au avut crainici în mijlocul secolului al XVII-lea. În unele locuri, funcția de crainic a persistat până la începutul secolului al XX-lea. Cel puțin până în 1904, Los Angeles și câteva orașe adiacente aveau crainici oficiali.

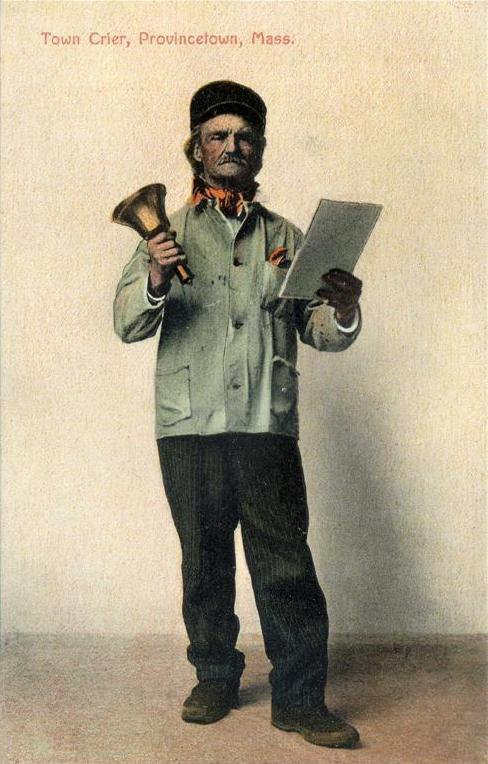
Crainicul din, în 1909

Orașul Provincetown⁠(d), Massachusetts, a avut un crainic activ din anii 1840 până în prezent.

### Asia

#### India
În multe părți ale Indiei, crainicul satului purta tradițional un tambur rustic pentru a atrage atenția publicului, urmând apoi cu mesajul.

#### Nepal
În Nepal, crainicul este numit katuwal, care derivă din tibetana locală, kat 'voce' + un sufix indic -wal 'tip de persoană'.

#### Sri Lanka
În Sri Lanka, crainicii purtau tradițional un tambur specific pentru a atrage atenția publicului (numit tom-tom), urmând apoi cu mesajul. Practica datează din vremuri străvechi, fiind folosită de regatele din Sri Lanka prin perioada colonială până în timpurile moderne și era cunoscută sub numele de Ana Bera (bătutul tamburului pentru anunțuri). Practica a fost folosită de consiliile municipale sau sătești până la sfârșitul secolului al XIX-lea, când a fost înlocuită de mijloace moderne de comunicare. Utilizarea unui crainic cu tambur este încă definită în statutele legale pentru situații de notificare publică, cum ar fi împărțirea terenurilor. Totuși, nu este practicată.

### Africa

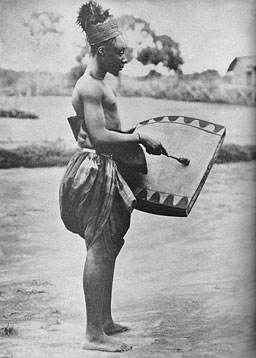
Crainic congolez

Crainicii erau proeminenți în epocile precolonială și colonială din Igboland, o regiune din Africa de Vest în actuala Nigeria. Ei serveau ca principal mijloc de diseminare a informațiilor în comunitățile lor respective.

## Crainicii moderni

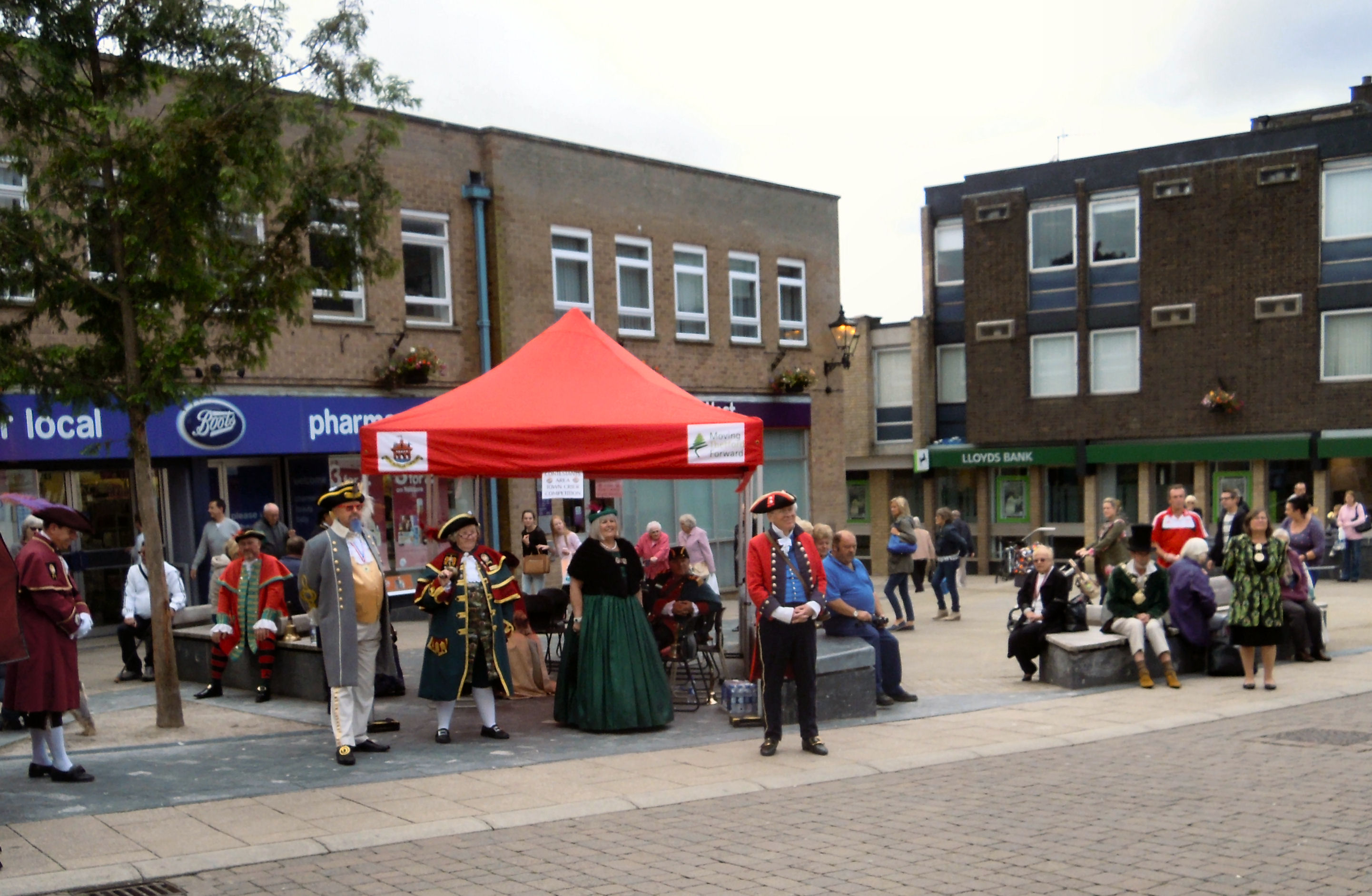
Un concurs de crainici în Thetford în 2015

Când nevoia de un crainic a dispărut, poziția a trecut în folclorul local. Competiții informale și ulterior formale de crainici au fost organizate de la începutul secolului al XX-lea. Ulterior, unele orașe și localități au reinstaurat postul doar în scopuri ceremoniale.
Multe consilii locale din Anglia și Țara Galilor au reinstaurat postul de crainic al orașului începând cu mijlocul anilor 1990 (de exemplu, Chester). Multe sunt numiri onorifice sau angajări part-time de către consiliu. În octombrie 2010, existau 144 de orașe în Anglia și Țara Galilor cu crainici înregistrați la Ancient and Honourable Guild of Town Criers. Ei îndeplinesc în principal îndatoriri ceremoniale la funcții civice. Consiliile locale cu un crainic plătit îi pun adesea la dispoziție pentru evenimente caritabile.
În Regal Borough of Kingston upon Thames, crainicul este, de asemenea, numit Tipstaff⁠(d), o numire care nu există în niciun alt consiliu local.
În Anglia, crainicii orașului anunță încă nașterile moștenitorilor regali și ocazional sosirea familiei regale. Tony Appleton⁠(d), un octogenar și autoproclamat „crainic regalist”, și-a asumat sarcina de a anunța, cât de tare poate, știri importante despre familia regală. Appleton a servit ca crainic al orașului pentru orașul apropiat Romford, dar nu reprezintă familia regală. Appleton a recunoscut acest lucru în 2013 Arhivat în 14 aprilie 2021, la Wayback Machine., când mass-media a fost confuză de prezența sa.
Există mai multe bresle⁠(d) de crainici în Canada, și Statele Unite. Acestea includ Ontario Guild of Town Criers, Nova Scotia Guild of Town Criers și American Guild of Town Criers. În 2016, orașul Burlingame, California⁠(d), a adăugat un crainic.
În Australia, începând cu octombrie 2010, City of Sydney⁠(d), City of Hobart⁠(d), City of Greater Geelong⁠(d), City of Portland⁠(d), City of Ipswich⁠(d), City of Gosford⁠(d), City of Salisbury⁠(d), City of Gold Coast⁠(d) și alte 22 de consilii locale aveau un crainic oficial.

### Competiții și recorduri

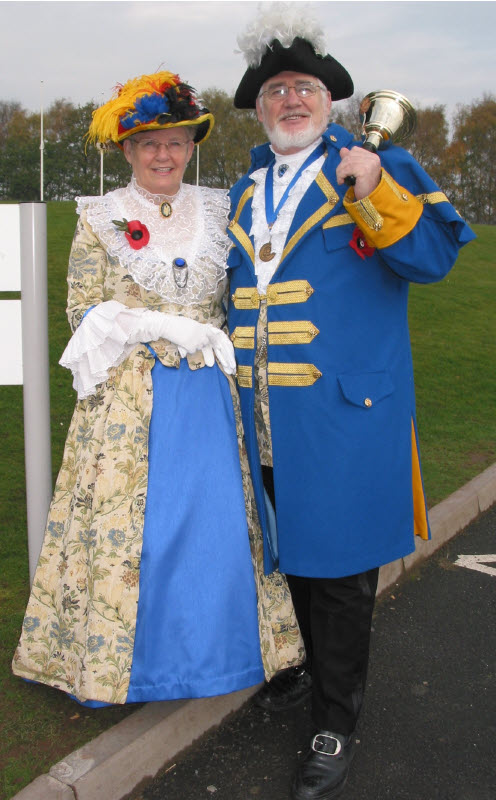
Peter & Maureen Taunton au câștigat un concurs pentru cel mai bun crainic îmbrăcat și femeie în 2008

Campionatele europene, canadiene, americane, nord-americane și australiene se desfășoară în ani alternanți cu Campionatele Mondiale.
Cel mai bine îmbrăcat crainic la Campionatele Mondiale din 2008 a fost Daniel Richer dit La Flêche, reprezentând orașele Ottawa și Gatineau⁠(d), din Canada.

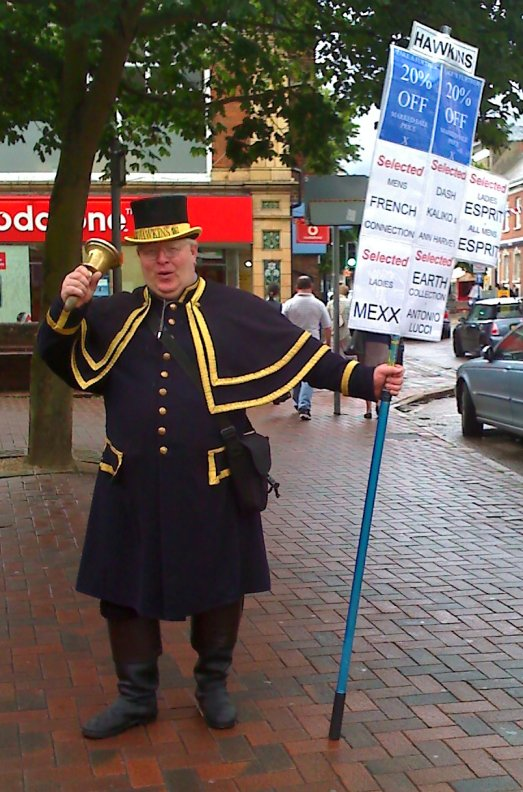
În 2001, a deținut recordul Guinness pentru cel mai răsunător om din lume.

Cel mai bine îmbrăcat cuplu a fost Peter și Maureen Taunton din orașul Stafford, în Staffordshire, Anglia. Richard Riddell din Anacortes, statul Washington, Statele Unite, a fost campionul american din 2008 și câștigătorul competiției internaționale de crainici din Bermuda din 2009. El a fost premiat pentru cel mai bine îmbrăcat și a fost la egalitate pentru primul loc la Turneul Mondial din 2010 de la Chester, Anglia, și câștigătorul general al competiției mondiale de crainici din 2013, desfășurată la Kingston, Ontario, Canada.
Peter Moore, crainicul orașului Londra, a deținut această poziție timp de peste 30 de ani. El a fost crainic al primarului Londrei, a Westminsterului și al cartierelor londoneze, și a fost, de asemenea, cetățean liber⁠(d) și membru al breslei⁠(d) al City of London. A murit pe 20 decembrie 2009.
Alan Myatt⁠(d) deține două recorduri mondiale Guinness. Pe lângă faptul că este cel mai zgomotos crainic (înregistrând un strigăt de 112,8 decibeli), el a stabilit și recordul pentru rezistență vocală, emițând o proclamație de o sută de cuvinte la fiecare 15 minute pentru o perioadă de 48 de ore.
Daniel Richer dit La Flêche, care este membru al tribului Abenaki din Primele Națiuni, este un crainic bilingv cu normă întreagă. David Hinde, crainicul orașului Bridlington, a fost măsurat la 114,8 decibeli.
Între 20 și 23 august 2014, Chris Whyman din Kingston, Ontario, Canada, a fost declarat câștigătorul Turneului Mondial al Crainicilor din 2014, desfășurat la Chester.